# Lissochlora multiseriata
Lissochlora multiseriata är en fjärilsart som beskrevs av Paul Dognin 1923. Lissochlora multiseriata ingår i släktet Lissochlora och familjen mätare. Inga underarter finns listade i Catalogue of Life.